# إدغار هوارد فارار
إدغار هوارد فارار (بالإنجليزية: Edgar Howard Farrar)‏ هو محامي أمريكي، ولد في 20 يونيو 1849، وتوفي في 22 يناير 1922.